# Ranji Trophy
Le Ranji Trophy est une compétition de cricket annuelle organisée en Inde depuis 1934 par le Board of Control for Cricket in India. Disputée au format first-class cricket, elle voit s'affronter trente-huit équipes, représentant généralement un état ou une ville indienne, et réparties en deux divisions.

## Nom
La compétition est nommée d'après le prince indien Kumar Shri Ranjitsinhji, dit « Ranji », un batteur de la fin du XIXe siècle et du début du XXe siècle qui effectua sa carrière en Angleterre et joua pour l'équipe d'Angleterre.

## Format
Le Ranji Trophy se joue au format first-class cricket, avec des matchs d'une durée maximale de quatre jours. De 2002 à 2017, les équipes qui y participent sont réparties en deux divisions. La division supérieure est la Super League, la division inférieure est la Plate League. Chaque division est séparée en deux groupes. À l'issue de la saison régulière, les deux vainqueurs de groupes de la Plate League sont promus en Super League, tandis que les deux vainqueurs de groupes de cette dernière se disputent le titre lors d'une finale.
À partir de la saison 2018-2019, les équipes sont réparties en trois divisions (Elite Group A et Elite Group B, Elite Group C et Plate Group). Cinq équipes des groupes élite A et B se qualifient pour les quarts de finale ainsi que deux équipes du groupe élite C, considéré comme le deuxième échelon, et une du Plate Group, considéré comme le troisième échelon.